# Carestiella
Carestiella is een geslacht in de familie Stictidaceae. De typesoort is Carestiella socia.

## Soorten
Volgens Index Fungorum telt dit geslacht twee soorten (peildatum december 2023):
| Soortnaam                  | Auteur(s)              | Publicatiejaar |
| -------------------------- | ---------------------- | -------------- |
| Carestiella schizoxyloides | (Ellis & Everh.) Baral | 2020           |
| Carestiella socia          | Bres.                  | 1897           |